# Adam Szromek
Adam Ryszard Szromek (ur. 7 lipca 1976 w Tychach) – polski naukowiec, profesor tytularny, inżynier, statystyk, ekspert w zakresie zarządzania, badacz i pisarz. 

## Życiorys
Adam Ryszard Szromek urodził się 7 lipca 1976 roku w Tychach (gmina Lędziny). Uczęszczał do Szkoły Sportowej nr 4 w Mysłowicach, a następnie do Liceum Ogólnokształcącego im. Jana Długosza w Katowicach (Szopienice). W latach 1995–1997 uczył się w Studium Policealnym Śląskich Technicznych Zakładach Naukowych w Katowicach, gdzie uzyskał tytuł specjalisty ds. finansów i rachunkowości.  
W latach 1997-2003 studiował na Wydziale Organizacji i Zarządzania Politechniki Śląskiej, gdzie nadano mu tytuł magistra inżyniera marketingu i zarządzania. 
27 września 2005 roku uzyskał stopień naukowy doktora nauk ekonomicznych w dyscyplinie nauk o zarządzaniu, a 28 maja 2013 roku uzyskał stopień naukowy doktora habilitowanego nauk ekonomicznych w specjalności ekonomika turystyki.  
W 2016 roku ukończył Studia Podyplomowe w Kolegium Języków Obcych Politechniki Śląskiej na kierunku Język angielski w zastosowaniach akademickich. W tym samym roku odbył szkolenie w ramach Akademii Przywództwa Global Leadership Summit (w Kopex S.A.), a także szkolenie pt. Modele biznesowe firm typu spin-off, realizowane przez Regionalną Izbę Gospodarczą w ramach projektu Przez Naukę do Biznesu. 
Tytuł profesora nauk społecznych uzyskał 6 lutego 2020 roku, decyzją prezydenta Rzeczypospolitej Polskiej Andrzeja Dudy. Nominację profesorską wręczono 29 września 2020 roku w Pałacu Prezydenckim w Warszawie.
W 2015 roku uzyskał certyfikat Tourism Industry Analysis – Canvas Network w ramach kursu organizowanego na Uniwersytecie Florydy Centralnej. W 2023 roku ukończył kolejne dwa certyfikowane kursy – z zakresu wnioskowania przyczynowego na Uniwersytecie Harvarda (w USA) oraz z zakresu statystyki w data science na Uniwersytecie Columbia (w USA).

## Zatrudnienie i pełnione funkcje
1 grudnia 2005 roku został pracownikiem naukowym w Katedrze Metod Ilościowych w Zarządzaniu na Wydziale Organizacji i Zarządzania Politechniki Śląskiej. W 2009 roku Katedrę przemianowano w Instytut Ekonomii i Informatyki, a w 2019 roku w Katedrę Ekonomii i Informatyki. 
W latach 2011–2018 był Członkiem Rady Wydziału Organizacji i Zarządzania Politechniki Śląskiej, a w 2018 roku został Członkiem Rady Dyscypliny Nauki o Zarządzaniu i Jakości przy Politechnice Śląskiej. W ramach Rady Dyscypliny Naukowej pełni funkcję Członka Komisji ds. postępowań awansowych oraz Komisji ds. rozwoju dyscypliny i badań naukowych. 
W 2012 roku został kierownikiem projektu badawczego „Wpływ przemian społeczno-gospodarczych na działalność turystyczno-leczniczą przedsiębiorstw uzdrowiskowych i funkcjonowanie uzdrowisk”, realizowanego w ramach Grantu Młodego Naukowca na Politechnice Śląskiej. W latach 2012–2013 pełnił funkcję kierownika projektu badawczego „Wskaźniki funkcji turystycznej obszarów recepcji turystycznej” (3709/B/H03/ 2011/40) finansowanego przez Narodowe Centrum Nauki w Krakowie, natomiast w latach 2018–2022 kierował projektem naukowym „Model biznesu w przedsiębiorstwach uzdrowiskowych” (2017/25/B/HS4/00301) finansowanym przez Narodowe Centrum Nauki w Krakowie.
W 2015 roku otrzymał powołanie na Członka Komisji Nauk Organizacji i Zarządzania Polskiej Akademii Nauk (oddział w Katowicach).

## Osiągnięcia naukowe
Adam Szromek jest autorem ponad 230 publikacji naukowych o zasięgu krajowym i światowym, wśród których wiele osiąga dużą cytowalność w międzynarodowych bazach bibliograficznych. Według rankingu Elsevier, w 2024 roku prof. A. Szromek znalazł się w gronie 2% najbardziej wpływowych naukowców na świecie pod kątem przyjętych wskaźników cytowań ich publikacji. W jego dorobku naukowym są artykuły opublikowane z największymi autorytetami naukowymi w zakresie turystyki oraz 20 książek (autorskich i redagowanych). Jego prace naukowe dotyczą tematyki zarządzania w turystyce, modeli biznesu oraz zastosowania metod ilościowych w naukach społecznych, a szczególnie metod statystycznych i wnioskowania przyczynowego. W swoich badaniach podejmował też zagadnienia wdrażania innowacji otwartych oraz eko-innowacji w turystyce. 
Jest autorytetm naukowym w zakresie działalności uzdrowiskowej, turystyki zdrowotnej oraz turystyki dziedzictwa przemysłowego. Jest autorem opracowań koncepcyjnych na temat modeli biznesu przedsiębiorstw uzdrowiskowych, wskaźników funkcji turystycznej i uzdrowiskowej, opisujących rozwój obszarów recepcji turystycznej i uzdrowiskowej, hipotez rozwoju polskich uzdrowisk, typologii gości uzdrowiskowych, a także współautorem analiz konfliktów i relacji interesariuszy obiektów turystycznych oraz typologii modeli biznesu obiektów turystyki dziedzictwa przemysłowego i jej dalszych rozwinięć.
Jego artykuły naukowe były publikowane w najważniejszych czasopismach naukowych na świecie, w tym w: Tourism Management, Journal of Heritage Tourism, Journal of Recreation Research, Tourism Review, American Journal of Tourism Management, Health Policy, Health Services Research, Journal of Open Innovation, Journal of Tourism and Cultural Change, International Journal of Contemporary Hospitality Management oraz wielu innych.
W działalności naukowej podejmuje również zagadnienia z obszaru data science, a szczególnie wykorzystania metod statystycznych i biostatystycznych w naukach społecznych i medycznych. W jego dorobku są podręczniki statystyki i informatyki oraz prace metodyczne dotyczące metody klasyfikacji diagnostycznej w terapii dzieci z niskorosłością, opracowane z wykorzystaniem sieci bayesowskich i neuronowych. Jest również twórcą i programistą narzędzi informatycznych wspomagających menedżerów przedsiębiorstw uzdrowiskowych m.in. generatora inspiracji zrównoważonych modeli biznesu udostępnionego w formie aplikacji MBUProject.apk na smartfony z systemem Android, ale również aplikacji komputerowej BALNEO 1.0, wspomagającej decyzje kierownicze w sanatoriach w oparciu o wskaźniki sprawności operacyjnej.   
Jest również laureatem wielu konkursów naukowych, nagród rektorskich i grantów projakościowych. Jego działalność dydaktyczna obejmuje cykle wykładów m.in. ze Statystyki opisowej i matematycznej, ale również z Prognozowania i symulacji, Podstaw zarządzania, Marketingu w turystyce oraz Organizacji ruchu turystycznego.    
Wypromował trzech doktorów oraz sporządził wiele recenzji naukowych, w tym dysertacji doktorskich oraz habilitacyjnych. W jego dorobku naukowym jest również laudacja pośmiertna profesora Krzysztofa Przecławiskiego, opublikowana w imieniu polskich naukowców w International Academy for the Study of Tourism.

## Działalność pozanaukowa
W jego dorobku są również publikacje popularno-naukowe oraz powieści przygodowe. W 2004 roku na łamach ogólnopolskiego miesięcznika Unii Uzdrowisk Polskich pt. Gazeta Zdrojowa opublikował cykl artykułów popularno-naukowych na temat polskich uzdrowisk, a w 2017 roku opublikował książkę pt. Zarządzanie Ewangeliczne (Wyd. DEHON), będącej studium ewangelicznych postaw przedsiębiorczości i przywództwa chrześcijańskiego. Również w 2017 roku opublikował powieść przygodową pt. Wzgórze Dobrego Pasterza (Wyd. DEHON), a w roku 2024 opublikował jej kontynuację w powieści pt. Tajemnice manuskryptów ze Wzgórza Dobrego Pasterza (Wyd. Emmanuel).  

## Wystąpienia medialne
Jest on również mówcą promującym wartości chrześcijańskie w biznesie. W mediach społecznościowych dostępne są dwa wystąpienia okolicznościowe. Pierwsze, zatytułowane Wybrane ewangeliczne postawy przedsiębiorczości z 2017 roku oraz drugie – Chrześcijański model biznesu z 2019 roku. Inne wystąpienia medialne, to wywiad dla dziennika Rzeczpospolita na temat polskich uzdrowisk, który ukazał się 7 sierpnia 2014 roku oraz wywiad dla Radia Warszawa w programie Siódma 9 – poranek rozgłośni katolickich z 4 stycznia 2018 roku, na temat książki Zarządzanie Ewangeliczne.